# Teatro Prati
Il Teatro Prati è un teatro nel centro storico di Roma, nel Lazio.

## Storia
Nel 1996 l'attore e regista Fabio Gravina fonda la Compagnia Umoristica QuartaParete e, due anni dopo, Domenico Gravina, padre di Fabio, acquista un locale con l'intento di dare una casa alla compagnia diretta dall'artista: il Teatro Prati.
Progettato da Fabio Gravina e dagli architetti Angelo Preziosi e Giuseppe Pepe, il Teatro è stato inaugurato il 9 novembre 1998. La realizzazione avviene in meno di un anno, permettendo l'apertura al pubblico con la commedia in "Casanova farebbe così!", opera di Peppino De Filippo ed Armando Curcio.
Nei decenni si sono esibiti attori del calibro di Lelia Mangano De Filippo, Riccardo Garrone, Giuditta Saltarini, Gennaro Cannavacciuolo, Vittorio Marsiglia, Aldo Giuffrè, Antonella Steni, Renato Cortesi, Nicola Piovani con la presenza di ospiti d'eccezione come Alberto Sordi, Pupella Maggio, Mario Scaccia, Paolo Ferrari, Pietro Garinei, Carlo Moffese, Gigi Proietti, Lino BanfI, Romano Mussolini, Isabella Quarantotti De Filippo, Luigi De Filippo, Renato Carosone, Oreste Lionello e altre celebrità.
Il Teatro Prati è un punto di riferimento della tradizione teatrale napoletana per il pubblico romano. Negli anni, inoltre, sono stati messi in scena anche classici ed opere originali tratte dai soggetti dello stesso fondatore Gravina.